# Westonia
Westonia är en ort i Australien. Den ligger i kommunen Westonia och delstaten Western Australia, omkring 280 kilometer öster om delstatshuvudstaden Perth. Antalet invånare är 213.
Trakten runt Westonia är nära nog obefolkad, med mindre än två invånare per kvadratkilometer.. Det finns inga andra samhällen i närheten.
Omgivningarna runt Westonia är i huvudsak ett öppet busklandskap. Genomsnittlig årsnederbörd är 362 millimeter. Den regnigaste månaden är juli, med i genomsnitt 45 mm nederbörd, och den torraste är februari, med 11 mm nederbörd.